# ジョージ・オンズロー (初代オンズロー伯爵)

オンズロー卿、1775年作。

初代オンズロー伯爵ジョージ・オンズロー（英語: George Onslow, 1st Earl of Onslow PC、1731年9月13日 - 1814年5月17日）は、グレートブリテン王国の貴族、政治家。1776年から1801年までオンズロー卿（英: The Lord Onslow）の称号を使用した。

## 生涯
アーサー・オンズロー（1768年2月17日没）と妻アン（Anne、旧姓ブリッジス（Bridges）、ジョン・ブリッジスの娘）の長男として、1731年9月13日にソーホーのセント・アン教会で生まれた。1739年11月14日にミドル・テンプルに進学したが法廷弁護士の資格は得られなかった。このほか、1739年9月にウェストミンスター・スクールに入学、1749年5月12日にケンブリッジ大学ピーターハウスに進学した。
オンズローは1754年から1761年までライ選挙区から、1761年から1774年までサリー選挙区から選出された庶民院議員を務め、1765年から1777年まで下級大蔵卿（Lord of the Treasury）を務めた後、1777年から1779年まで王室監査官を、1779年から1780年まで王室会計長官を務めた。1767年12月23日に枢密顧問官に任命された。1776年5月20日にグレートブリテン貴族であるサリー州におけるインバーコートのクランリー男爵に叙され、10月8日にはリチャード・オンズローからオンズロー男爵位を継承した。さらに1801年6月19日、シュロップシャー州におけるオンズローのオンズロー伯爵とサリー州におけるクランリーのクランリー子爵に叙された。
1814年5月17日にクランドンで死去、22日にサリー州メローで埋葬された。爵位は長男トマスが継承した。

## 家族
1753年6月26日、ヘンリエッタ・シェリー（Henrietta Shelley、1731年2月 – 1809年5月27日、第4代準男爵サー・ジョン・シェリーの娘）と結婚、4男1女をもうけた。
- トマス（英語版）（1754年3月15日 - 1827年2月22日） - 第2代オンズロー伯爵[1]
- ジョン（1755年11月21日 - 1757年2月4日）
- ヘンリー（1757年2月9日 - 7月25日）
- エドワード（英語版）（1758年4月9日 - 1829年10月18日） - 1783年3月6日、マリー・ロザリー・ド・ブルデイユ（Marie Rosalie de Bourdeille）と結婚
- ヘンリエッタ（1760年3月18日、夭折）

1778年、オンズローはインバーコート、農場と庭園を含む大きな領地、そしてインバーコートの製銅所を売却した。